# Allium drusorum
Allium drusorum — вид рослин з родини амарилісових (Amaryllidaceae); ендемік Сирії.

## Опис
Цвіте в червні.

## Поширення
Ендемік Сирії.
Екологія виду невідома.

## Загрози
Загрози невідомі.